# Doc - Nelle tue mani
Doc - Nelle tue mani è una serie televisiva italiana di genere medical drama trasmessa su Rai 1 dal 26 marzo 2020 e scritta da Francesco Arlanch e Viola Rispoli.
La prima stagione è stata diretta da Jan Maria Michelini e Ciro Visco, la seconda da Beniamino Catena e Giacomo Martelli, la terza da Jan Maria Michelini, Nicola Abbatangelo e Matteo Oleotto.
La serie è ispirata alla vera storia del dottor Pierdante Piccioni, ex primario dei Pronto Soccorso di Lodi e Codogno, che, in seguito a un incidente stradale sulla tangenziale di Pavia nel 2013, ha dimenticato gli ultimi 12 anni della sua vita.
La serie è ambientata nel fittizio ospedale "Policlinico Ambrosiano" di Milano e ruota intorno alle vicende del personale sanitario che lavora nel reparto di medicina interna.

## Trama

### Prima stagione
Milano, 2020. Il professore Andrea Fanti è un brillante e affermato medico che lavora al Policlinico Ambrosiano, ospedale in cui ricopre il ruolo di primario del reparto di medicina interna.
Fanti è un medico a tratti arrogante, meticoloso, narcisista e che non crede alla relazione medico/paziente, sostenendo infatti che tutti i pazienti mentono e che non bisogna fidarsi di ciò che dicono, perciò si fida solo del suo istinto e di quello della sua équipe, in particolare quello della sua assistente, la dottoressa Giulia Giordano, con la quale ha una relazione all'oscuro di gran parte dei medici del reparto.
La storia inizia quando, un giorno, il padre di Giovanni Pavesi, un ragazzo deceduto da poco nel reparto di medicina a causa di un errore da parte dell'équipe medica (gli è stato infatti dato un farmaco sbagliato, il Satonal, a causa di un errore di omonimia), si reca in ospedale armato di pistola e, aspettando Fanti a fine turno mentre sta rincasando, gli spara alla testa: pur non uccidendolo, lo sparo procura al dottore un irreversibile trauma prefrontale, che a sua volta gli provoca la perdita della memoria degli ultimi dodici anni di vita trascorsi (al suo risveglio, infatti, è convinto di essere nel giugno 2008 anziché nel 2020) e lasciandogli come ultimo ricordo l'essere arrivato a casa dalla sua famiglia dopo aver firmato il primo contratto con il Policlinico Ambrosiano come medico strutturato. Non ricordando più gran parte dello staff medico, per la prima volta passa dall'essere un autorevole medico a un semplice paziente dell'ospedale stesso in cui precedentemente lavorava.
Catapultato in un presente a tratti incomprensibile con i ricordi del passato, non riesce più a vivere normalmente e precipita in un mondo sconosciuto e progredito, dimenticandosi completamente dei propri cari, che percepisce come estranei. Costretto a ricominciare gran parte della sua vita da capo, tra l'altro amputato di ricordi, l'ospedale sarà l'unico posto in cui Andrea si sentirà veramente a casa per provare a costruirsi un nuovo futuro, lavorativo e privato.
Non potendo più ricoprire il ruolo di primario, nel frattempo affidato al dottor Sardoni, suo amico e collega di lunga data, Andrea tornerà in corsia nelle vesti di "medico con limitazioni", ossia semplicemente una sorta di aiuto per i giovani specializzandi.

### Seconda stagione
La prima puntata è ambientata a fine febbraio 2020, momento in cui l'Italia si ritrova ad affrontare la pandemia di COVID-19. Il resto della stagione è ambientato in un futuro imprecisato, quando la fase critica della pandemia che ha colpito il mondo intero è ormai passata e il Policlinico Ambrosiano torna gradualmente alla normalità, riprendendo le normali attività ospedaliere.
Nei vari episodi, attraverso diversi flashback che consentono di ricostruire gli eventi avvenuti durante la fase acuta della pandemia, emerge che diversi reparti sono stati convertiti per affrontare l'emergenza, in particolare quello di medicina interna è stato convertito in un reparto Covid, ma l'ospedale si è trovato a curare migliaia di persone in poco tempo con mezzi e personale limitati e, a emergenza finita, l'elevato numero di morti fra il personale sanitario e i pazienti ha causato l'apertura di un'inchiesta sia interna sia da parte della magistratura, che coinvolge tutto il personale del Policlinico, dalla direttrice sanitaria Agnese Tiberi ad Andrea Fanti e la sua squadra.
Fra le vittime più importanti della pandemia vi è il medico Lorenzo Lazzarini, individuato a posteriori come il paziente zero, colui che ha introdotto il virus nell'ospedale, seppur in maniera inconsapevole, contagiandosi da una sua vicina di casa a cui aveva fatto visita portandole la spesa: i colleghi, per onorare la memoria del loro compagno caduto, intendono mantenere il segreto. Inoltre, la sua morte, avvenuta in circostanze poco chiare dopo che – come si scoprirà in seguito – Carolina aveva ceduto la sua bombola di ossigeno alla sua vicina di letto dietro sua richiesta per mancanza di altre bombole, è un ulteriore motivo di indagine.
Nel frattempo, a causa dell'inchiesta, Agnese è sospesa dal ruolo di direttrice sanitaria e torna in corsia come medico strutturato nel suo reparto di origine, quello del dottor Sandri, venendo sostituita alla direzione sanitaria dall'avvocato Caruso, già a capo di quella amministrativa, con il compito di condurre l'indagine interna sulla gestione della pandemia.
Contemporaneamente, il primariato del reparto di medicina interna, rimasto vacante dopo l'arresto del professor Sardoni e occupato temporaneamente dalla Giordano durante la pandemia, viene affidato alla dottoressa Cecilia Tedeschi, rinomata virologa e infettivologa (diventata famosa a causa della pandemia), nonché ex compagna di università di Agnese e Andrea, per il quale a suo tempo nutriva un interesse sentimentale mai ricambiato.
La Tedeschi, coadiuvata da Caruso, prepara però,  all'oscuro di tutto il personale, la conversione del reparto di medicina interna in un reparto di infettivologia.
Nel tentativo di salvare così il reparto, tenere unita la sua squadra e proteggere tutti dall'inchiesta in corso, Andrea deciderà di riuscire a riconquistare il suo posto di primario, sottoponendosi a una serie di esami che ne accertino l'idoneità al reintegro come medico titolare a tutti gli effetti.
In quest'impresa, però, verrà ostacolato dallo stesso Caruso, che, per motivi oscuri, non vuole che lui torni a guidare il suo reparto.

### Terza stagione
Andrea è ormai tornato primario e ora deve nuovamente gestire la responsabilità dell'intero reparto, inclusa la formazione dei nuovi specializzandi. Inoltre, viene messo sotto pressione dall'arrivo della nuova direttrice amministrativa, che vuole contenere i costi del reparto e aumentarne l'efficienza. Nel frattempo, Agnese accetta nuovamente l'incarico di direttrice sanitaria e, mentre attraversa una fase di crisi con il suo compagno, si incontra spesso con il professor Bramante, ex docente di Medicina suo e di Andrea, con cui sembra avere in comune un segreto piuttosto oscuro.
In questa stagione, complice anche il fatto di aver riacquisito il suo ruolo, nel protagonista riaffiorano parzialmente i ricordi, seppur molto frammentati e spesso non reali in quanto creati dal suo stesso inconscio. Nella sua ricerca per ricostruire gli eventi gli saranno accanto ancora una volta Enrico e Giulia, con la quale sembra esserci anche un riavvicinamento sentimentale, sebbene quest'ultima sia impegnata in una ricerca scientifica allo scopo di diventare primario in un altro ospedale.

## Episodi
| Stagione         | Episodi | Prima TV |
| ---------------- | ------- | -------- |
| Prima stagione   | 16      | 2020     |
| Seconda stagione | 16      | 2022     |
| Terza stagione   | 16      | 2024     |
| Quarta stagione  | 16      | 2026     |

## Personaggi e interpreti

### Personaggi principali
- Andrea Fanti (stagione 1-in corso), interpretato da Luca Argentero.
È il protagonista della serie. Lavora al policlinico Ambrosiano di Milano dove era il primario del reparto di medicina interna. È separato dalla moglie Agnese, ha una figlia ventenne, Carolina, e all'inizio ha una relazione segreta con la collega Giulia. Andrea e Agnese avevano anche un secondogenito, Mattia, che morì improvvisamente dieci anni prima a causa di un arresto cardiaco, mentre si trovavano a Parigi. Nel 2020, dopo la morte del paziente Giovanni Pavesi, il padre di quest'ultimo gli spara un colpo di pistola alla testa causandogli un trauma prefrontale che ha come conseguenza la perdita della memoria degli ultimi dodici anni. I suoi ricordi si fermano al 2008, anno in cui iniziava a far carriera in ospedale ed era appena divenuto primario, era sposato felicemente con Agnese e Mattia era ancora vivo. Lo sfasamento temporale gli causa tristezza e confusione, in quanto non ricorda gran parte dello staff medico e non riconosce la sua vita, nel frattempo molto cambiata. Al momento del risveglio dal coma, apprende infatti che la morte del figlio lo aveva reso cinico e distaccato a seguito del senso di colpa di quanto accaduto. In seguito all'amnesia Andrea, avendo dimenticato quella parte così "buia" della sua vita, sceglie fermamente di tornare a percorrere la strada dell'empatia e dell'ascolto nei confronti dei pazienti, esattamente come faceva agli inizi della sua carriera e prima della morte di Mattia. A causa dell'amnesia, Andrea perde il posto di primario e diventa un medico con limitazioni, senza autorità decisionale, la cui sola e unica mansione è quella di "aiuto" per gli specializzandi. Sempre grazie all'amnesia, Andrea farà un profondissimo percorso interiore in cui farà di tutto, facendo appello a tutte le sue forze, per ritrovare sé stesso e capire chi lui sia realmente nonostante le tante difficoltà e le sofferenze che ne seguono, e durante ciò riesce a instaurare con tutti i membri della squadra di medicina interna un forte legame di supporto formando una specie di famiglia, divenendo col tempo per tutti loro una figura di riferimento, di aiuto e di supporto, quasi paterna oltre che amica. Durante ogni emergenza e caso medico che gli si presenterà davanti, Andrea mostra di possedere una profonda sensibilità insieme a un forte intuito fuori dal comune che lo spingono a entrare a stretto contatto con i pazienti, soffrendo con loro, empatizzando con loro, confrontandosi con loro e anche imparando da loro dato che si rispecchia in molti aspetti delle loro vite, delle loro gioie, ambizioni e soprattutto dei loro dolori. Inoltre, essendo ormai tornato l’uomo che era quando aveva sposato Agnese, dimostra, fin da subito dopo lo sparo, di aver riscoperto anche il grande amore per lei, iniziando a fare di tutto per riuscire a ricucire il loro rapporto ormai logorato e ricostruire la loro famiglia. Nel primo episodio della seconda stagione è lui a scoprire di avere in ospedale un caso di COVID-19, all'epoca ancora semi-sconosciuto. Dopo diverse peripezie, solo alla fine della stagione riacquisterà il suo posto da primario riuscendo a tenere vivo il reparto (che era destinato alla chiusura). Nella terza stagione, il fatto di essere tornato primario fa sì che Andrea inizi a recuperare qualche frammento di memoria, anche se i suoi ricordi sono confusi e in molti casi creati dal suo inconscio. Nel tentativo di ricostruire il suo passato, viene aiutato dal suo migliore amico di sempre Enrico, anche suo psichiatra e confidente, ma soprattutto da Giulia, con la quale c’è anche un breve riavvicinamento sentimentale, sebbene i due capiscano presto che ormai la loro storia appartiene al passato, chiudendo definitivamente. Al termine della stagione, scopre da Agnese, anche a costo di soffrirne molto e pagare delle possibili conseguenze legali, i fatti spiacevoli e traumatici che hanno causato la loro separazione e plasmato il carattere dell'uomo che era prima dell'amnesia e, dopo essersi definitivamente chiarito con lei, le dichiara nuovamente il suo amore e i due tornano finalmente insieme, poi si dimette dal ruolo di primario, prendendo un'aspettativa, per poterle stare accanto, dal momento che le è stata diagnosticata la recidiva di un tumore avuto anni prima.
- Giulia Giordano (stagione 1-in corso), interpretata da Matilde Gioli.
È un medico strutturato, dottoressa del reparto di medicina interna, collega di Andrea e sua assistente o meglio braccio destro, ai tempi in cui egli era primario. Ha avuto una relazione segreta con lui, e segue inizialmente il suo modo di fare freddo e distaccato nei confronti dei pazienti. Ha una madre ex tossicodipendente, e un fratello minore, Fabio, che dalla prima stagione combatte con la sclerosi multipla. Durante l'amnesia di Andrea soffre molto visto che ne è ancora innamorata, ma poi col tempo instaura con lui un notevole legame di comprensione ed empatia reciproca, rafforzando quella che rimane comunque una forte amicizia. Complice la vicinanza di Andrea, cambia gradualmente il suo approccio al lavoro, diventando più cordiale ed empatica. Tra la fine della prima stagione e l'inizio della seconda, sente il bisogno di andare avanti con la sua vita e inizia ad avvicinarsi al collega Lorenzo Lazzarini, da sempre innamorato di lei, con il quale trascorre una notte insieme rimanendo così incinta. A partire dall'inizio della seconda stagione, Giulia chiede il trasferimento in un altro ospedale, ma tutto viene rimandato per il sopraggiungere dell'emergenza COVID. Sempre nella seconda stagione inizia una relazione con Lorenzo, decidendo di tenere il loro bambino nonostante i dubbi iniziali; poi però si ammala di COVID-19 e subisce un aborto spontaneo. Sempre a causa del Covid perde anche Lorenzo e questo la spinge ancora di più a voler lasciare l'ospedale, ma alla fine rimane e inizia ad avvicinarsi al nuovo collega Damiano. Quando scopre che Andrea è coinvolto nella morte di Lorenzo, il suo rapporto con Fanti rischia di sgretolarsi, ma poi comprendendo le motivazioni che hanno spinto Andrea e Carolina riesce a perdonarli e a riavvicinarsi ai due. Nonostante negli anni abbia provato a dimenticare Andrea, cercando di voltare pagina attraverso altre relazioni, una parte di lei ha sempre sperato che il dottor Fanti recuperasse la memoria e si ricordasse della loro storia e, anche se questo non avverrà mai, nella terza stagione i due provano a stare nuovamente insieme per un po’, ma capiscono presto che il loro capitolo sentimentale appartiene a delle versioni di loro stessi che non esistono più e decidono quindi di chiudere definitivamente. Donna forte e volitiva, ma anche dolce, sensibile e molto appassionata del suo lavoro, è una delle colonne portanti del reparto di medicina interna e un punto di riferimento fondamentale per Andrea, essendo colei che prima dell’amnesia gli era più vicina.
- Agnese Tiberi (stagione 1-in corso), interpretata da Sara Lazzaro.
È la direttrice sanitaria del policlinico Ambrosiano ed ex moglie di Andrea. I due, conosciutosi durante gli anni dell'università, si innamorano perdutamente e decidono presto di sposarsi e mettere su famiglia. Dalla loro unione nascono: la primogenita, Carolina e Mattia, che morirà inaspettatamente nel 2010 a seguito di un attacco cardiaco. Poco dopo questo tragico evento, i due si separano dolorosamente e da allora i rapporti si incrinano irrimediabilmente. Subito dopo l'incidente di Andrea, che ne causa l'amnesia, Agnese si trova quindi a dover riconsiderare il rapporto con l'ex marito che, nel frattempo, è tornato l'uomo di un tempo e di cui si era innamorata. Di fronte a questo "ritorno" del vecchio Andrea, vengono a galla tutte le questioni rimaste irrisolte; questo porta lei e Doc dapprima a scontrarsi aspramente più volte e poi ad affrontare i vecchi errori commessi assieme, a partire dalle mancate attenzioni rivolte a Carolina negli anni della separazione. Nel corso della prima stagione, infatti, i due scoprono infatti i gravi disturbi alimentari sviluppati dalla figlia causati dal senso di colpa legato alla scomparsa del fratellino, di cui la ragazza si è sempre sentita responsabile. Doc, da subito, prova a riconquistarla senza successo. Agnese, infatti, oppone resistenza all'ex marito, difendendo il nuovo equilibrio costruito con Davide, il nuovo compagno con cui stanno intraprendendo un percorso di adozione.  Nel corso della seconda stagione, a causa dell'inchiesta sulla pandemia da COVID 19, verrà sollevata temporaneamente dal suo incarico e tornerà in corsia come neuropsichiatra nel suo reparto dell'amico e collega, Enrico Sandri. Nel corso del tempo, Agnese torna a fare i conti con il suo amore sopito per Andrea, ma nonostante questo continua a dimostrarsi decisa ad procedere con la sua nuova vita, arrivando ad adottare un bambino, di nome Manuel, insieme a Davide. Agnese è una donna forte e determinata, ma che rivela anche spiccata dolcezza e generosità. Sempre nella seconda stagione ritrova la complicità con la sua vecchia amica di università, Cecilia, nuova primaria di medicina interna. Le due collaboreranno assieme per scagionare Andrea dalle accuse di Caruso, nuovo direttore sanitario. A seguito del buon esito dell'inchiesta sul COVID, nella terza stagione, Agnese torna a essere direttrice sanitaria per aiutare Andrea, anche lui da poco tornato primario. A questo punto, però Doc comincia a recuperare dei particolari ricordi, al che Agnese, per oscuri motivi, fa di tutto per evitare che Andrea approfondisca ciò che è avvenuto nei suoi anni di “vuoto”, arrivando ad addossarsi tutta la responsabilità della fine del loro matrimonio, raccontandogli di un suo presunto tradimento avvenuto in passato con un suo professore di medicina, anche se in realtà Agnese sta solo cercando di proteggerlo da una verità altamente dolorosa e terribile che sarebbe capace addirittura di distruggerlo a livello emotivo. Intanto, lei e Davide si separano perché lui capisce che l’unica cosa che li tiene insieme è Manuel, dal momento che lei ama e amerà sempre Andrea e anche lui stesso ha incontrato una nuova persona. A fine stagione, Agnese racconta finalmente tutta la verità ad Andrea e, dopo essersi chiariti, i due si dichiarano nuovamente il proprio amore e tornano insieme, mentre lui decide di lasciare il ruolo di primario e prendere un’aspettativa per starle vicino, dal momento che le è stata appena diagnosticata la recidiva di un tumore che aveva già avuto in passato.

#### Medici strutturati
- Lorenzo Lazzarini (stagione 1, ricorrente 2-3), interpretato da Gianmarco Saurino.
È un medico strutturato di medicina interna, collega di Andrea. Ha una sorella gemella affetta dalla sindrome di Down, Susy, verso la quale è molto protettivo e i due sono tanto legati. È allegro, simpatico, di bell'aspetto e davvero popolare tra le donne. Ha alcuni brevi flirt con colleghe e specializzande, fra cui anche Elisa all'inizio della prima stagione. Ma è tuttavia innamorato perdutamente da sempre della collega e amica Giulia, malgrado quest'ultima sia ignara dei suoi sentimenti e, quando lui finalmente si dichiarerà, gli dirà inizialmente che, pur volendogli sinceramente bene, non lo ricambia. I due, però, si ritroveranno e inizieranno una storia d'amore all'inizio della seconda stagione, quando scopriranno che una notte passata insieme ha portato come frutto una gravidanza: a quel punto, infatti, Giulia capisce l’importanza che Lorenzo ha sempre avuto nella sua vita e che ricambia il suo amore. Muore nella seconda stagione a causa del COVID-19, lasciando in Giulia e in tutto il reparto un vuoto incolmabile, ma almeno con il conforto, la gioia e la consapevolezza di essere stato amato dall'unica donna che abbia mai voluto. Nella terza stagione compare in vari flashback ambientati nel 2010, 2011 e 2019.
- Damiano Cesconi (stagione 2-in corso), interpretato da Marco Rossetti.
Nuovo medico strutturato originario di Roma, arriva in reparto in seguito al periodo COVID per sostituire Lorenzo. Ha anche lui un passato difficile: ha perso la madre quando aveva 20 anni e proprio per lei è diventato medico, inoltre durante il COVID la sua carriera è stata segnata da un'inchiesta sul padre, infermiere, che era stato cacciato dal suo ospedale senza pensione per un errore che non aveva commesso. Damiano lo aveva difeso, anche a costo di farsi trasferire a Milano. All'inizio Damiano non è in buoni rapporti con gli altri medici del reparto di medicina interna, in particolare viene preso in antipatia da Giulia, ma malgrado questo, fin dal suo arrivo, comincia a corteggiarla. Rimane molto colpito dai metodi che i suoi colleghi assumono per curare e aiutare i pazienti e dall'alchimia che vi è nella squadra, sentendosi spesso un estraneo. Impara lentamente a stimare e a rispettare Andrea, rimanendo affascinato dalla determinazione e dalla forza con cui Fanti lavora e interagisce con i diversi malati e riesce gradualmente ad integrarsi nella squadra. Man mano che il tempo passa, Damiano si dimostra un medico competente, responsabile e tenace, sempre pronto a lottare sul campo assieme a una sincera e non indifferente empatia e sensibilità che gli permette di rapportarsi con il prossimo, ma allo stesso tempo riesce a contenere le sue emozioni per mantenere una buona distanza dai pazienti. Più volte tira fuori un lato tanto buono e leale del suo carattere, aiutando e offrendo supporto sia ai suoi pazienti che ai suoi colleghi, specialmente verso Giulia, con la quale mantiene un rapporto di amicizia pur continuando a sentirsi infatuato di lei. All'inizio della terza stagione, Damiano decide comunque di lasciar perdere con Giulia perché ha capito che è ancora molto legata ad Andrea, quindi nel periodo successivo tenta di dimenticarla. Si scopre che ha anche un fratello minore, Samuele, che lavora a Milano nel campo dell'alta moda e con cui non è in buoni rapporti.

#### Specializzandi
- Riccardo "Ric" Bonvegna (stagione 1-in corso), interpretato da Pierpaolo Spollon.
È un giovane specializzando di medicina interna, al suo primo giorno in ospedale all'inizio della prima stagione. Molto preparato, intuitivo, simpatico, affidabile e allegro, ma neanche lui privo di problemi da affrontare. Quando vuole non esita a tirare fuori una forte determinazione e volontà per aiutare i pazienti, con i quali ha sempre un approccio amichevole stimolando molta fiducia. A causa di un incidente avvenuto durante l'adolescenza, durante una immersione, a causa di una embolia gassosa, ha perso parte della gamba destra. L'unico a sapere della sua condizione è Andrea (prima dell'amnesia) poiché lui stesso aveva curato il giovane Ric dieci anni prima e aveva formulato la diagnosi che gli ha salvato la vita, pur rendendo necessaria l'amputazione della gamba. In seguito all'incidente Ric era poi stato lasciato dalla ragazza che amava e si era chiuso in sé stesso, sviluppando una sorta di vergogna per la sua condizione, che lo ha portato a essere molto riservato e nascondere la sua invalidità a tutti. Riuscirà infine a confidarsi con Alba, sua collega specializzanda di cui si innamora. Nel finale della prima stagione si fidanza con Alba e rivela con fierezza la sua gamba artificiale a tutti. All'inizio della seconda stagione, a causa di alcuni attriti con lei e al difficile periodo dovuto al COVID, si allontana da Alba e ha un breve flirt con Carolina, la quale ha iniziato la specializzazione in reparto e ha un debole per lui. Ric rimarrà comunque innamorato della fidanzata; soffrirà moltissimo poi quando quest'ultima si ammala, vedendola morire davanti ai suoi occhi con tutti i colleghi presenti. Sempre nel corso della seconda stagione scopre di essere affetto da workaholismo, cioè la sindrome di dipendenza da lavoro, risultato dei ritmi stressanti a cui si era sottoposto durante la pandemia e che lo portava a essere iperattivo, non dormire a sufficienza e fare troppi straordinari sul lavoro. Nella terza stagione, Ric è ormai all'ultimo anno di specializzazione e dopo la partenza di Gabriel ed Elisa, si ritrova a fare da tutor ai nuovi specializzandi, dimostrando ancora una volta carisma e professionalità. Si sa che ora vive con il padre di Alba. Ha una passione per il nuoto e si reca spesso ad allenarsi in una piscina vicino all'ospedale. È molto legato ad Andrea: i due infatti condividono un rapporto non solo di solida amicizia e di supporto reciproco, ma soprattutto un forte legame padre e figlio.
- Elisa Russo (stagioni 1-2, guest 3), interpretata da Simona Tabasco.
È una specializzanda esperta di medicina interna con una ottima preparazione, molto testarda, indipendente e forte. Diretta e decisa, a volte risulta acida e antipatica, ma questo suo temperamento fondamentalmente è dovuto alla difficile situazione familiare che ha vissuto, dove ha scoperto nei peggiori dei modi che la sua vera madre biologica non l'ha mai voluta ed è stata cresciuta dai nonni. Apparentemente sempre fredda, distante e risoluta, in più occasioni esterna una sincera sensibilità e umanità nei confronti dei pazienti e dei suoi colleghi di lavoro divenendo col tempo buon'amica di Andrea, Riccardo e Alba. Si innamora del collega Gabriel, col quale inizia una relazione sentimentale, che entra in forte crisi fra la fine della prima stagione e l'inizio della seconda, quando lui decide di tornare in Etiopia e lei, inizialmente pronta a seguirlo, si vede rifiutare da lui questa proposta. La coppia si lascia in malo modo all'inizio della seconda stagione e l'emergenza COVID rende ancora più decisa la loro separazione. Nello stesso periodo, Elisa si invaghisce di Massimo, un paziente a cui era stata vicina durante la pandemia, il quale però in seguito rivela di essere un prete. Pur con riluttanza, aiuterà Gabriel nel suo percorso di psicoterapia. Nel finale, dopo una lunga separazione, Elisa e Gabriel si rimettono insieme e si sposano, finendo la specializzazione e partendo entrambi per l'Etiopia. Nella terza stagione compare in un cameo all'interno di un flashback ambientato nel 2019.
- Gabriel Kidane (stagioni 1-2, guest 3), interpretato da Alberto Boubakar Malanchino.
È uno specializzando esperto di medicina interna. È originario di un piccolo villaggio dell'Etiopia, ha imparato l'italiano ascoltando musica lirica (suo nonno lavorava come maggiordomo per un ufficiale dell'esercito italiano di stanza in Abissinia ai tempi della seconda guerra mondiale) ed è un grande appassionato della stessa. Si scoprirà che prima di arrivare in Italia è stato rinchiuso in un carcere libico dietro inganno della persona che gli aveva organizzato il viaggio e durante la prigionia ha subìto diverse torture fisiche. Sebbene fin da bambino sia stato promesso sposo a una ragazza del suo villaggio, decide di rompere la tradizione perché ha intrapreso una relazione con la collega Elisa, che però entra in crisi fra la fine della prima stagione e l'inizio della seconda, durante la quale vive un periodo di forte e profondo stress psicologico causato anche dalla pandemia, che gli causa improvvise crisi di panico. Inizierà un percorso di terapia con la psicologa Lucia Ferrari, che però non porterà gli effetti sperati, e Gabriel sopraffatto dalla crisi dei suoi problemi, tenterà anche il suicidio, venendo però salvato in extremis dall'intervento di Don Massimo. Dopo molti ripensamenti, deciderà di tornare in Etiopia, accettando la proposta di dirigere un ospedale locale. Nel finale della seconda stagione, resosi conto che è ancora innamorato di Elisa, tornerà a sorpresa a Milano e, riconquistata Elisa, la coppia si sposerà e insieme partono per l'Africa. Nella terza stagione Gabriel appare in un flashback ambientato nel 2019.
- Alba Patrizi (stagioni 1-2, guest 3), interpretata da Silvia Mazzieri.
È una giovane specializzanda di medicina interna. È una ragazza caratterialmente molto dolce, educata ed empatica e non a caso tra le più amate dai pazienti, ma è anche molto timida e introversa. Alba inizialmente aveva iniziato la specializzazione nel reparto di chirurgia, allora diretto dalla madre (la dottoressa Fabrizia Martelli), salvo poi rinunciare a causa delle pressioni e malversazioni di quest'ultima, e preferisce passare a medicina interna. Nel finale della prima stagione, essendo innamorata di lui già da parecchio tempo, si fidanza con Riccardo. Nella seconda stagione, diverse difficoltà si riversano sulla ragazza: il suo rapporto con Ric attraversa una fase di crisi, durante la pandemia si ammala di Covid, e sempre a causa del virus perde la madre, con la quale si era appena riappacificata e rimane gran parte del periodo pandemico in isolamento, allontanandosi dai colleghi. Dopo essere guarita torna in reparto, ma avverte un grave distacco tra lei e Riccardo, dato che quest'ultimo a seguito dell'emergenza è diventato estremamente dipendente dal lavoro. Dopo una momentanea separazione, lei e Riccardo si riavvicinano e il giovane affronta lo stress della sua dipendenza. Muore nel finale della seconda stagione per via di un'intossicazione epatica, causata da un antibiotico usato per contrastare un batterio penetrato nel reparto; nonostante la grande fragilità, dimostra anche molto altruismo nell'assistere Riccardo fino alla fine, si chiarisce con Andrea e tira fuori tanta forza d'animo durante l'affronto della morte. Riappare in alcune scene della terza stagione come visione a Riccardo.
- Carolina Fanti (stagioni 1-2, ricorrente 3), interpretata da Beatrice Grannò.
È la figlia di Andrea e Agnese e studentessa di medicina. Nella prima stagione, Carolina è al secondo anno di università e abita in un piccolo appartamento di Milano con una sua compagna di corso. Si scopre che dopo la morte del fratello, del quale si è sempre sentita responsabile, ha cominciato a soffrire di attacchi di panico e di bulimia. Nella seconda stagione, in piena pandemia COVID, si laurea e decide di specializzarsi proprio in medicina interna presso il reparto in cui lavora il padre, anche tramite la complicità di Agnese, che non voleva che Carolina finisse in un altro ospedale in un momento così delicato. Si sente molto in colpa per la morte di Mattia e la disperazione che ne segue la fa ricadere nel tunnel della bulimia oltre a incrinare prepotentemente il rapporto tra lei e suo padre. Si innamora, non del tutto ricambiata, di Riccardo, ma in seguito inizierà a frequentare l'affascinante primario di chirurgia Edoardo Valenti, storia che troncherà a fine stagione a causa della richiesta di quest'ultimo di aiutarla per i suoi problemi di bulimia. Nella terza stagione sceglie di continuare la specializzazione in un altro ospedale. Il suo rapporto con i genitori si può definire molto altalenante e travagliato, soprattutto con suo padre Andrea, ma fondamentalmente vuole davvero molto bene ad Andrea e ad Agnese e si mostra felice quando i due finalmente si riavvicinano, soprattutto per rimanerle accanto e aiutarla con i suoi problemi. L'età del personaggio presenta diverse contraddizioni: nell'episodio flashback Come eravamo (prima stagione), ambientato nel 2010, Carolina ha dodici anni, mentre nell'episodio flashback Quello che si deve fare (terza stagione), ambientato nel 2011, si afferma che il personaggio ha otto anni. Il tutto è reso ancora più confusionario in quanto nell’episodio Una vita nuova (seconda stagione), ambientato a febbraio 2020, viene festeggiata la sua laurea in medicina (a seguito della quale la ragazza entra poi infatti in reparto come specializzanda), ma questo risulta impossibile, in quanto comporterebbe il suo avere almeno 25 anni, apertamente in contraddizione con la sua età dichiarata in entrambi i flashback (a prescindere da quale si decida di prendere come riferimento) e anche con quanto invece coerentemente raccontato nella prima stagione, in cui viene infatti detto che Carolina è ai primi anni degli studi di medicina all’università.
- Federico Lentini (stagione 3-in corso), interpretato da Giacomo Giorgio.
Figlio di uno degli oculisti più rinomati di Milano, ha sempre frequentato le scuole migliori e le compagnie più esclusive. Giovane spontaneo e intraprendente, all'interno dell'ospedale non ha ambizioni professionali: il suo obiettivo è solo quello di completare i 6 mesi di specializzazione per poi entrare nello studio oculistico del padre, un uomo molto esigente e che lo mette costantemente di fronte alle proprie responsabilità. All'inizio quindi non sembra molto interessato all'ambiente di medicina interna ritenendosi anche incapace nel sapersi muovere nel reparto. Spesso assorto nei suoi pensieri o nei social, inizialmente partecipa di rado alle discussioni sulle diagnosi, si lascia prendere dal panico, non è in grado di affrontare nessuna emergenza e nemmeno di svolgere semplici pratiche mediche (come fare un prelievo di sangue). Tuttavia col tempo, complice la vicinanza di Riccardo e di Andrea, comincia ad apprezzare l'ambiente e a prendere sempre più seriamente il suo ruolo di medico, impegnandosi nei casi che gli vengono assegnati esternando più volte un grande intuito. A dispetto della sua intensa vita sociale, Federico sembra non avere degli amici veri e vive da solo in un lussuoso appartamento da quando i genitori divorziarono. Col tempo, si lega molto a Lin, tanto da accoglierla in casa propria dopo che la ragazza viene cacciata dalla sua famiglia e le rimane vicino quando la sorella minore viene ricoverata, arrivando anche a provare dei sentimenti, non del tutto ricambiati, per lei.
- Martina Carelli (stagione 3-in corso), interpretata da Laura Cravedi.
È un medico brillante e dal grande intuito, ma è anche empatica e attenta ai pazienti. Si è specializzata in medicina interna dopo l'esperienza dell'emergenza della pandemia Covid. Il suo talento e la sua preparazione sono associati a un carattere schivo e a comportamenti ambigui, come guardare il telefono prima di ogni diagnosi, cosa che aveva portato Riccardo a sospettare che Martina avesse un suggeritore segreto. Dopo aver chiarito l'equivoco tra lei e Riccardo, oltre a una buona alchimia che permette loro di collaborare nel lavoro, nasce una timida attrazione reciproca, ma la ragazza non volendo creare tensioni che compromettano l'operato in reparto, prende le distanze da Ric. Anche Martina nasconde un segreto: quello di non essersi di fatto laureata a causa di un unico esame che le mancava (in cui veniva sistematicamente bocciata) ma poiché durante il COVID molti studenti di medicina erano stati mandati in corsia, lei ha colto l'occasione di rimanere nel circuito dell'ospedale pur senza titolo di studio, decidendo di specializzarsi in medicina interna, il reparto nel quale era stata mandata fin dall'inizio. Martina non fa mai parola di questo e continua a sostenere la sua bugia per non farsi cacciare dall'ospedale. Le uniche persone a esserne a conoscenza sono sua sorella minore ,il suo ex professore di filosofia del liceo al quale è affezionata, e, successivamente, Riccardo. Prima di arrivare a Milano, Martina abitava con la famiglia a Foppolo, un paesino della Val Brembana in cui la gente ha una mentalità molto chiusa, ragion per cui la ragazza è disposta a mentire sulla laurea pur di non tornarci. La situazione per Martina diviene sempre più ingombrante quando un suo ex compagno universitario inizia a ricattarla sul rivelare il suo segreto.
- Lin Wang (stagione 3-in corso), interpretata da Elisa Wong.
È una ragazza di origini cinesi, nata e cresciuta a Milano, proviene da una famiglia molto conservatrice. Lin sogna di fare il medico, fin da quando, in seguito a un malore della madre, si era trovata a fare da interprete tra i suoi genitori e i sanitari. Ragazza molto volenterosa, educata e gentile, si mostra dedita al suo lavoro e cerca costantemente la sua indipendenza. Nonostante la simpatia che mostra sul lavoro, nella vita privata è molto seria e schiva, non le interessano i social e frequenta poco i ragazzi della sua età; l’unica persona con cui riesce a confidarsi è Federico. Anche se la cosa le pesa e la fa stare male, all'inizio nasconde a tutti i suoi familiari il suo lavoro di specializzanda, dicendo di studiare invece economia per portare avanti un giorno l'attività di famiglia. Per un equivoco, la verità viene a galla e Lin viene allontanata dalla famiglia. È intuibile che sia segretamente infatuata di Riccardo e condivide con Federico un rapporto di intesa sul lavoro, che sfocia in una sincera amicizia quando lui la ospita per un periodo a casa sua e, sebbene i due si lascino andare a frequenti battibecchi nel privato, gli è sinceramente affezionata. Per lei le cose cominceranno a cambiare dopo l'improvviso ricovero di sua sorella minore e questo le permetterà di affrontare i drammi con i suoi familiari oltre che a dimostrare al severo padre le sue qualità e l'importanza del suo lavoro.

#### Primari
- Enrico Sandri (stagione 1-in corso), interpretato da Giovanni Scifoni.
È il primario del reparto di neuropsichiatria del policlinico Ambrosiano, collega e migliore amico di Andrea da molti anni. È uno dei pochi che Andrea riconosce dopo essersi svegliato in seguito al trauma prefrontale. Durante l'amnesia del suo migliore amico, è quello che fin dall'inizio insieme a Giulia lo sostiene e lo incoraggia più di tutti a non arrendersi. Aiuta Andrea a riambientarsi nel mondo dell'ospedale e alla realtà moderna a cui lui si sente estraneo, rimanendogli sempre accanto e riportandolo alla ragione quando è accecato dalle incertezze. È un uomo molto empatico, forte e amichevole, bravo nel suo lavoro. Nella seconda stagione mentre si prende cura della figlia autistica di Teresa, i due si avvicinano e si innamora di lei per poi iniziare una intensa relazione sentimentale con la donna, che all'inizio mantengono segreta. Andrà a convivere con Teresa e le sue figlie, con le quali riesce ad instaurare un bellissimo rapporto. Nella terza stagione supporta e aiuta Andrea nel rammentare una parte particolarmente oscura dei suoi ricordi: essendo un percorso molto duro e difficile, anche doloroso, gli offre diversi saggi consigli e non si tira mai indietro quando l'amico è in crisi. Sempre nella terza serie scopre di essere l'oggetto del desiderio e delle attenzioni ossessive (non gradite) di Barbara, la nuova assistente di Andrea e all'inizio crede di poter gestire la questione da solo, ma poi si rende conto che la cosa sta degenerando e trova sostegno da Teresa.
- Marco Sardoni (stagione 1, guest 3), interpretato da Raffaele Esposito.
È un medico strutturato di medicina interna, collega e amico di Andrea da molti anni. Dopo l'incidente, è stato lui a sostituire Andrea come primario per anzianità di servizio. Medico esperto ma di indole burocratica e dai modi sbrigativi, professionalmente è l'opposto di Andrea: tende a lasciare il lavoro in corsia ai sottoposti, si fida solitamente della prima diagnosi e non cerca quasi mai di approfondire, segue il protocollo e dedica pochissimo tempo sia ai pazienti che agli specializzandi. Durante la stagione si scopre che è il vero responsabile della morte di Giovanni Pavesi, poiché gli aveva somministrato un farmaco sbagliato a causa di un errore di omonimia. Nel timore che Andrea possa ricordare qualcosa e ricostruire gli eventi, tenta di allontanarlo dall'ospedale e successivamente gli consegna degli psicofarmaci adulterati che lo stordiscono. Ciononostante si intuisce il suo senso di colpa verso l'errore commesso e la profonda stima che nutre verso Andrea, il quale gli ricorda il significato di essere un medico. Verrà arrestato nell'ultimo episodio della prima stagione insieme alla moglie, rappresentante della casa farmaceutica proprietaria del farmaco incriminato. Nella terza stagione compare in alcuni flashback ambientati nel 2010 e 2011.
- Cecilia Tedeschi (stagione 2, ricorrente 3), interpretata da Alice Arcuri.
Virologa e primaria di infettivologia, colta, diligente e determinata, nasconde un grande lato umano e buono. Cecilia è una vecchia amica e compagna di università di Andrea e Agnese, e durante quegli anni nutriva un interesse amoroso verso Andrea, mai ricambiato. Con lo scoppio della pandemia di COVID Cecilia acquisisce molta notorietà e fama internazionale e per tale motivo Agnese le assegna il primariato del reparto di medicina interna. All'oscuro di tutti, però, Cecilia, coadiuvata da Caruso, progetta di convertirlo in un reparto di infettivologia, circostanza che spingerà Andrea, una volta scoperti i veri piani di Cecilia, a voler tornare primario. Al termine della stagione, allontanati i dissapori, aiuterà Agnese a incastrare Caruso e a far sì che sia Andrea a tornare primario del reparto riallacciando con i due suoi ex compagni di università l'amicizia e la stima che si era andata a perdersi negli anni. Nella terza stagione è diventata primario del reparto di infettivologia. Ha nel frattempo stretto una bella amicizia con Giulia e la sostiene nella sua decisione di diventare primario in un altro ospedale.

#### Infermieri
- Teresa Maraldi (stagione 1-in corso), interpretata da Elisa Di Eusanio.
È l'infermiera coordinatrice (o "caposala") del reparto di medicina interna, grande amica di vecchia data di Andrea e spalla dell'intero reparto. È una donna tanto premurosa, saggia, materna e gentile, quanto risoluta e determinata, sempre pronta a incoraggiare a dare il meglio di sé e di disporre di ottimi consigli ai membri del reparto di medicina interna e non solo. È una madre attenta e amorevole di tre figlie, di cui una con seri problemi di autismo e in cura da Enrico, ed è separata dal marito Corrado. Nella seconda stagione durante l'emergenza del COVID, si avvicina ad Enrico, che aiuta sua figlia, e incomincia una tenera e segreta relazione d'amore con lui. Lei ed Enrico poi andranno a vivere insieme. La sua relazione con Enrico è stabile e piena di supporto, rispetto, amore e aiuto reciproco e nella terza stagione i due devono affrontare il problema di Barbara, a causa del suo grave disturbo delirante che l'ha portata a essere ossessionata da Enrico.

### Personaggi ricorrenti
- Renato (stagione 1), interpretato da Luca Avagliano.
È un infermiere del reparto di medicina interna.
- Davide (stagioni 1-3), interpretato da Simone Gandolfo.
È il nuovo compagno di Agnese dopo la separazione da Andrea. Uomo di indole bonaria e amorevole, è sempre stato molto vicino ad Agnese e a Carolina. Nella seconda stagione, dopo aver istruito una lunghissima procedura, prende in affido un bambino assieme ad Agnese. Se inizialmente non vedeva la presenza di Andrea come un ostacolo alla sua relazione, da quando quest'ultimo, in seguito all'amnesia, rimane molto legato all'ex moglie e tenta in più occasioni di riconquistarla, Davide mostra una gelosia crescente, che sfocia nella terza stagione quando decide di prendersi una pausa di riflessione accettando un lavoro a Madrid. Al suo ritorno, l’uomo confessa ad Agnese di aver capito che la loro relazione non ha più senso di esistere, dal momento che lei è evidentemente innamorata di Andrea e anche lui ha conosciuto una nuova persona, quindi i due si separano.
- Fabrizia Martelli (stagioni 1-2, guest 3), interpretata da Pia Lanciotti.
Primaria del reparto di chirurgia generale e madre della specializzanda Alba Patrizi, con la quale non ha mai avuto buoni rapporti. Muore all'inizio della seconda stagione a causa del COVID-19 dopo essersi riconciliata con la figlia.
- Edoardo Valenti (stagione 2), interpretato da Gaetano Bruno. 
Nuovo primario di chirurgia dopo la morte della dottoressa Martelli. Inizierà a frequentare la figlia di Fanti, Carolina, con cui avrà una breve relazione. Inoltre, si scopre che fa uso di sostanze stupefacenti.
- Lucia Ferrari (stagione 2), interpretata da Giusy Buscemi.
È una psicologa specializzata nel trattamento dei disturbi da stress post-traumatico. Viene assunta dal Policlinico Ambrosiano come supporto per i medici che hanno sviluppato difficoltà e problematiche emotive a lungo termine dopo la pandemia.
- Umberto Caruso (stagione 2), interpretato da Massimo Rigo.
Direttore amministrativo e successivamente sanitario dell'ospedale. Durante la stagione cercherà in ogni modo possibile di ostacolare il desidero di Fanti di tornare primario e si scoprirà che con la complicità di una azienda che produce materiale sanitario, durante il Covid aveva volutamente ritardato la fornitura di bombole di ossigeno e altri elettromedicali all'intero ospedale, causando indirettamente la morte di molti pazienti tra cui Lazzarini, per questo motivo verrà arrestato nell'ultimo episodio della seconda stagione.
- don Massimo Gentile (stagione 2), interpretato da Lorenzo Frediani.
Paziente del Policlinico seguito da Elisa durante la pandemia, diventerà presto un suo nuovo interesse amoroso dopo la separazione da Gabriel nella seconda stagione. In realtà Massimo è un prete, e ciò causerà la rottura con Elisa. Salverà Gabriel durante il suo tentativo di suicidio, rispondendo alla sua richiesta di aiuto e nell'ultimo episodio sarà lui che celebrerà il matrimonio tra Gabriel ed Elisa.
- Barbara (stagione 3), interpretata da Aurora Peres.
È la nuova segretaria di Andrea dopo essere tornato primario. La sua mansione è quello di assistere il primario e fargli firmare documenti e dimissioni dei pazienti. Dato il carattere di Andrea e la sua tendenza a non dimettere nessuno senza prima averlo visitato, la cosa si rivela piuttosto difficile, in quanto la donna deve costantemente rincorrerlo per il reparto ricordandogli doveri e appuntamenti. Barbara si invaghisce subito di Enrico, non ricambiata, e sviluppa verso di lui un'ossessione che si rivela essere patologica.
- Dottoressa Marabini (stagione 3), interpretata da Arianna Scommegna.
È la nuova direttrice amministrativa del Policlinico dopo l'arresto di Caruso. Il suo obbiettivo è contenere i costi dell'ospedale, aumentando il numero di prestazioni sanitarie erogate e nel contempo diminuendo i tempi di degenza dei pazienti e sfoltendo il personale. Per questo motivo si trova da subito in contrasto con Fanti, il quale preferisce tenere più a lungo in osservazione i pazienti senza fidarsi della prima diagnosi.
- Dott. Alberto Bramante (stagione 3), interpretato da Diego Ribon. 
Ex docente di medicina di Andrea e Agnese, lavora per la Regione, dove occupa una posizione piuttosto influente, tanto da essere uno dei candidati per le imminenti elezioni. In passato aveva un debole per Agnese, con la quale sembra aver avuto un flirt nel periodo successivo alla morte di Mattia, cosa che avrebbe causato la separazione della coppia. Ricatta continuamente Agnese intimandole di fermare Andrea nel recupero della memoria, altrimenti sarà lui a rivelare al protagonista l'oscuro segreto che hanno in comune.
- Diana Novelli (stagione 3), interpretata da Lucia Ceracchi.
Autrice di libri e pubblicazioni sulle case farmaceutiche, è una donna del passato di Andrea che affiora in modo confuso nei suoi ricordi, manifestandosi anche sotto forma di allucinazione. Poiché nelle sue visioni appariva più giovane di lui, Andrea aveva erroneamente pensato che Diana fosse una specializzanda con cui aveva avuto una relazione nel 2011 e che aveva causato la sua separazione da Agnese. In realtà, la donna lo aveva conosciuto molto tempo prima, quando lui era studente universitario e lei un'assistente del professore di chimica, esame che il giovane Andrea non riusciva a superare.
- Elisabetta (stagione 3), interpretata da Federica Girardello.
È una giovane paziente che viene assistita da Damiano e si reca spesso in ospedale per seguire delle terapie a causa di una difficile malattia. Tra i due scatta l'alchimia e iniziano, molto gradualmente, a frequentarsi e a stringere una bella amicizia. È una ragazza madre ironica, premurosa e attenta e vive con il figlio Pietro, il quale è molto protettivo nei confronti della madre e prende subito in simpatia Damiano. Conosce bene Samuele, il fratello di Damiano che si rivelerà essere il padre del bambino. Nonostante tutte le cure e le disposizioni di Damiano e dei colleghi, la ragazza muore a causa della sua malattia e fino all'ultimo il suo pensiero è rivolto al figlio Pietro, volendo solo il meglio per lui.
- Giorgio Patrizi (stagione 3), interpretato da Luigi Di Fiore.
È il padre di Alba e vive con Riccardo, che si prende cura di lui. È affetto da una grave forma di diabete e ha bisogno di cure e attenzioni costanti.
- Daria Carelli (stagione 3), interpretata da Sarah Galmuzzi.
È la sorella minore di Martina. Anche lei è scappata dalla Val Brembana e si rifugia a casa della sorella, malgrado la contrarietà di quest'ultima. È tra i pochi a sapere che Martina non è veramente laureata.
- Samuele Cesconi (stagione 3), interpretato da Lorenzo De Moor.
È il fratello minore di Damiano, con il quale non è in rapporti da quando la loro madre è morta. Caratterialmente agli antipodi rispetto al fratello. Gestisce un'agenzia di fotomodelle e lavora nel campo dell'alta moda, come stilista e fotografo. Ha avuto in passato una relazione con Elisabetta, dalla quale poi è nato Pietro di cui all'inizio non vuole prendersi cura non ritenendosi adeguato.

## Produzione

### Riprese
Il 16 settembre 2019 sono iniziate le riprese della serie. Tra marzo e aprile 2020 erano state momentaneamente interrotte a causa della pandemia di COVID-19 che aveva obbligato le case di produzione a chiudere temporaneamente il set. A inizio luglio 2020 il set ha riaperto, permettendo alla produzione della serie di riprendere dal punto in cui si era interrotta.
L'8 ottobre 2020, durante la conferenza stampa per la messa in onda della seconda parte della prima stagione, venne ufficializzata la produzione della seconda stagione.
Le riprese della seconda stagione sono cominciate il 17 maggio 2021 e sono terminate a inizio inverno, poco prima della messa in onda. Gli episodi totali sono 16 e vanno in onda a partire dal 13 gennaio 2022.
Il 17 marzo 2022, al termine dell'ultima puntata della seconda stagione, viene annunciato il rinnovo per la terza stagione. Le riprese della terza stagione sono iniziate il 15 maggio 2023, mentre la messa in onda inizia l'11 gennaio 2024.
Il 7 marzo 2024, gli sceneggiatori della serie annunciano il rinnovo per la quarta stagione. L'inizio delle riprese è previsto per maggio 2025 e la messa in onda delle otto nuove puntate è prevista a partire da gennaio 2026.

### Ambientazione
Le riprese si svolgono a Milano, Roma e nel piccolo comune di Formello, nella città metropolitana di Roma, ove sono situati anche gli studi di Lux Vide. La serie è ambientata in gran parte nel fittizio Policlinico Ambrosiano, struttura ricostruita sul set ispirata al realmente esistente Ospedale Maggiore Policlinico Ca' Granda di Milano, e situata proprio nel piccolo comune dell'area metropolitana milanese. Le uniche ambientazioni realmente esistenti ove sono effettuate le riprese esterne sono il Policlinico Universitario Campus Bio-Medico e l'Università Campus Bio-Medico di Roma. Le riprese esterne che seguono i personaggi al di fuori dell'ospedale, comprese le loro case, sono realmente girate a Milano.

## Colonna sonora
I brani musicali sono scritti e composti da Nico Bruno e Tony Brundo e cantati nella prima, seconda e terza stagione da Nico Bruno.
1. Sigla ("DOC") – 1:32
2. I'll Find You in the Dark – 4:14
3. Need You Right Now – 3:47
4. Changed at All – 3:59
5. Firestones – 3:52
6. Breathe – 3:24
7. Nothing but you – 4:40
8. Kryptonite – 3:40

## Distribuzione

### Italia
La prima stagione della serie, composta da 16 episodi, è stata trasmessa in prima visione assoluta su Rai 1 dal 26 marzo al 19 novembre 2020. La stagione, a causa dalla sopraggiunta pandemia di Covid, è stata divisa e trasmessa in due parti: la prima è andata in onda dal 26 marzo al 16 aprile 2020, mentre la seconda dal 15 ottobre al 19 novembre 2020.
Durante la produzione della prima stagione le riprese della serie, iniziate da sei mesi, erano state momentaneamente interrotte a causa della pandemia di COVID-19. Tuttavia, la rete decise di trasmettere comunque i primi otto episodi.
La seconda stagione della serie, composta da 16 episodi, venne trasmessa in prima visione assoluta su Rai 1 a partire dal 13 gennaio 2022 e terminata il 17 marzo 2022. Il primo episodio della seconda stagione fu reso disponibile in anteprima sulla piattaforma digitale RaiPlay a partire dall'11 gennaio 2022. 
La terza stagione è disponibile da gennaio 2024
La prima stagione di Doc - Nelle tue mani è stata resa disponibile su Disney+ il 22 settembre 2021.

### Internazionale
Sony ha acquistato i diritti internazionali dalla Lux Vide sia per la distribuzione che per gli eventuali adattamenti locali, compreso quello per gli USA. Mike Wald, vicepresidente esecutivo della sezione Distribution and Network di Sony Pictures Television, ha ammesso:

#### Trasmissione internazionale
La serie è già distribuita e in onda in Spagna su Telecinco, in Portogallo, da gennaio 2021 anche in Francia su TF1, oltre che in Canada in prima visione a pagamento su Moi et Cie e quindi in chiaro su TVA, in America Latina su Prime Video e in Slovenia su Planet TV. La distribuzione è già stata effettuata anche in Inghilterra, in previsione di una susseguente messa in onda. Da aprile 2022 la serie è disponibile in tedesco anche in Germania e Austria sulle piattaforme per streaming Sony Channel e Canal Plus. A ottobre dello stesso anno la serie viene trasmessa dalla rete televisiva pubblica giapponese NHK General.

#### Adattamenti locali
In Slovacchia è stato prodotto un remake, Druhá šanca (traducibile con "seconda possibilità"), trasmesso a partire dal gennaio 2022 su TV Markiza. Anche in Repubblica Ceca e Russia è stato prodotto un adattamento locale, Chlap (traducibile con l'inglese "guy"), trasmesso dal marzo 2022 su TV Nova, e Doktor Krasnov, trasmesso dal 24 settembre 2023 su Rossija 1. La versione statunitense di Doc - Nelle tue mani è in onda su Fox dal 7 gennaio 2025 e su Rai 1 dal 20 maggio dello stesso anno.

## Riconoscimenti
- Ciak d'oro serie tv
  - 2024 - Migliore attore italiano a Luca Argentero[30]
- Nastri d'argento - Grandi Serie
  - 2022 - Miglior serie TV - Dramedy[31]
  - 2022 - Miglior attore protagonista a Luca Argentero
  - 2024 - Candidatura alla miglior sere TV - Dramedy[32]
  - 2024 - Candidatura al miglior attore non protagonista a Pierpaolo Spollon